# Encantada-Ranchito El Calaboz
Encantada-Ranchito El Calaboz é uma Região censo-designada localizada no estado norte-americano de Texas, no Condado de Cameron.

## Demografia
Segundo o censo norte-americano de 2000, a sua população era de 2100 habitantes.

## Geografia
De acordo com o United States Census Bureau tem uma área de
10,9 km², dos quais 10,8 km² cobertos por terra e 0,1 km² cobertos por água.

## Localidades na vizinhança
O diagrama seguinte representa as localidades num raio de 12 km ao redor de Encantada-Ranchito El Calaboz.